# Schwaigern
Schwaigern är en stad i Landkreis Heilbronn i regionen Heilbronn-Franken i Regierungsbezirk Stuttgart i förbundslandet Baden-Württemberg i Tyskland.
Staden ingår i kommunalförbundet Schwaigern tillsammans med kommunen Massenbachhausen.